# 알렉스 윌슨

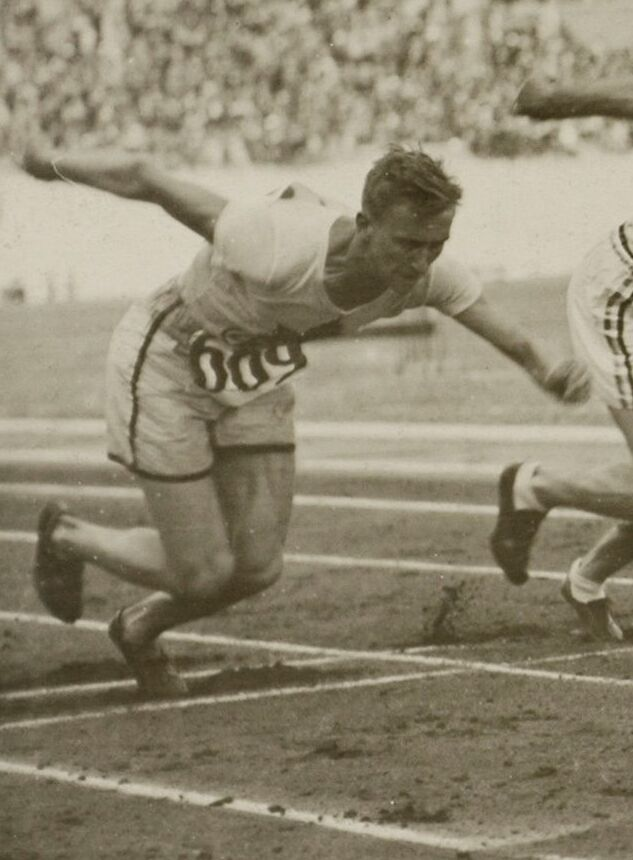

알렉스 윌슨(Alex Wilson, 본명: 알렉산더 S. 윌슨, Alexander S. Wilson, 1907년 12월 1일 – 1994년 12월 9일)은 1928년 하계 올림픽과 1932년 하계 올림픽에 모두 참가한 캐나다의 육상 선수였다. 몬트리올에서 태어나 미국 텍사스주 미션에서 사망했다.
1928년에 4×400m 계주 종목에서 캐나다 팀과 함께 동메달을 획득했다. 400m 대회와 800m 대회에서도 그는 준결승에서 탈락했다. 4년 후, 800m 종목에서 은메달을, 400m 종목에서 동메달을 획득했다. 캐나다 팀과 함께 4 × 400m 계주 대회에서 또 다른 동메달을 획득했다.
1930년 브리티시 엠파이어 게임(현 코먼웰스 게임)에서 440야드 종목에서 금메달을, 880야드 종목에서 동메달을 획득했다. 캐나다 릴레이 팀과 함께 그는 4 × 440 야드 대회에서 은메달을 획득했다. 노트르담 대학교의 육상 선수였으며 알렉스 윌슨 인비테이셔널(Alex Wilson Invitational)은 그가 수십 년 동안 육상 팀을 코치했기 때문에 그의 이름을 따서 명명되었다. 노트르담에서 그는 1932년 400m NCAA 야외 선수권 대회에서 우승했다.